# کشکی
اصطلاح کشکی برای مطالب  دروغ و غیر معتبر استفاده می‌شود. مثلا می‌گویند ‹‹کشکی حرف می‌زند›› یعنی حرفهایش پایه  و اساسی ندارد. ‹‹حرف کشکی می‌گوید›› یعنی مهمل بافی می‌کند و حرفهایش معتبر نیست.

## تاریخچه
در قدیم از مهرهای فلزی، چوبی، صابونی و حتی از جنس کشک استفاده می‌شد. مهر کشکی از همه پست تر بود. وقتیکه می‌خواستند از بی اهمیتی نامه وسرشناس نبودن آن ذکری بکنند می‌گفتند مهرش کشکی است. امروز این توصیف را بهر چیز غیر معتبری می‌دهند و ریشة آن همان مهر کشکی است.